# بیانلو
بیانلو یک روستا در ایران است که در دهستان اوریاد واقع شده‌است. بیانلو ۲۱۴ نفر جمعیت دارد.